# Список божеств Угарита

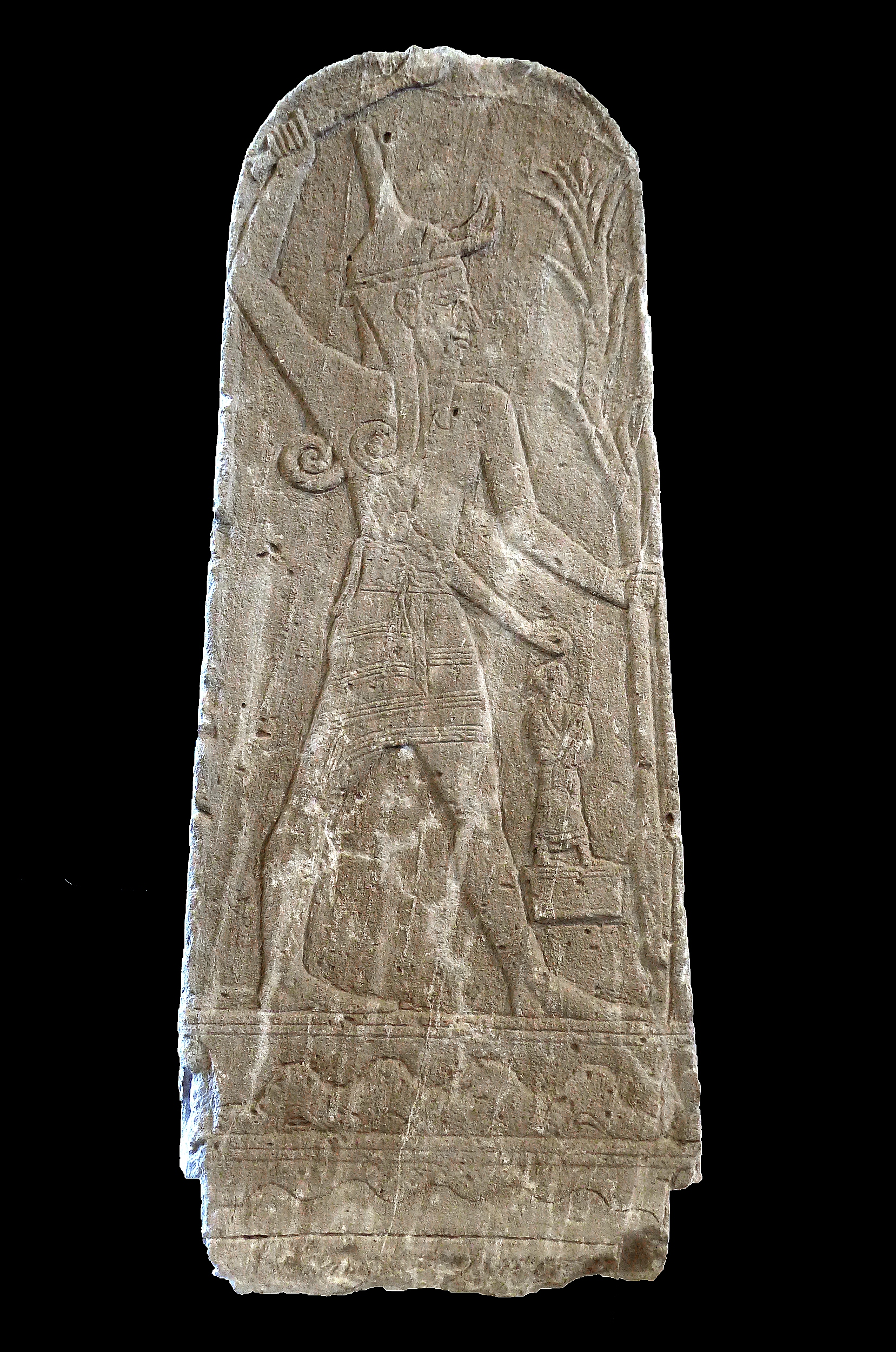
«», изображающая одного из главных богов Угарита, XV век до н. э.

Угари́тский пантео́н включал божества местного происхождения, многие из которых также известны из эблаитских источников третьего тысячелетия до н. э. или аморейских источников начала второго тысячелетия до н. э., а также хурритских и месопотамских. Угаритский пантеон считается лучше задокументированным, чем другие аспекты угаритской религии, такие как жизнь духовенства или социальный контекст различных жертвоприношений. Из угаритских текстов известно более двухсот имен божеств, хотя утверждается, что число тех, кто был объектом активного поклонения, было меньше. Многие из имен состоят из двух имён и как таковые могут относиться либо к одному божеству и его эпитету, либо к двум божествам, синкретизированным в одно, либо к тесно связанных в паре.
Наличие хурритских божеств в пантеоне считается одним из главных отличий религии жителей Угарита от религий, известных из других областей, населенных носителями северо-западных семитских языков, например, Ханаана, под которым исследователи религий Древнего Ближнего Востока понимают территорию между Библом и Газой. Было высказано предположение, что невозможно разделить богов, которым поклонялись в этом городе, на отдельный угаритский и хурритский пантеоны.
Иконография большинства угаритских божеств в настоящее время неизвестна из-за отсутствия надписей, идентифицирующих их изображения.

## Главные божества
| Имя                     | Алфавитное написание | Описание |
| ----------------------- | -------------------- | --- |
| Балу (Хадду)            | b‘l hd(d)            | Имя Баал («господин») и его однокоренные производные (например, аккадское bēlu) обозначали различные божества в разные периоды времени и в разных местах Древнего Ближнего Востока. Угаритский Ба’лу был богом бури. Он изображался как активное божество, действующее как царь богов, хотя утверждается, что его положение было подчинено положению бездействующего Илу. В то же время он был самым популярным божеством, упоминаемым в теофорных именах, что может указывать на то, что он понимался как главное божество города. Было отмечено, что не исключено, что оба бога рассматривались как главы пантеона, где каждый из которых имел свои функции. Ба’лу, скорее всего, развился как эпитет бога погоды Хадду, который стал его основным именем на побережье Средиземного моря в середине второго тысячелетия до нашей эры. Первоначальное имя, Хадду/Хадад, оставалось в употреблении, но было вторичным и функционировало как эпитет. Напротив, хотя «Баал» функционировал как эпитет бога погоды на востоке до Эмаре, он так и не стал его основным именем во внутренней Сирии. В угаритских текстах Ба’лу уступает только Илу по количеству эпитетов, применяемых к нему: засвидетельствовано целых четырнадцать отдельных эпитетов. Самый частый из них — «могучий», 'al’iyn. Только один эпитет, «всадник облаков», rkb 'rpt связан с его ролью божества погоды. Согласно ритуальным текстам, в Угарите поклонялись нескольким ипостасям Ба’лу, включая «Ба’лу Алеппо», соответствующего богу погоды этого города. Однако, Ба’лу Цафона (угаритское название горы Джебель аль-Акра), скорее всего, понимался как его основная ипостась. Серия угаритских мифов, известная как «Цикл Баала», описывает борьбу Ба’лу за царствование среди богов и его сражения с различными соперниками, особенно с морским богом Яму. Ба’лу ни в одном из мифов не бросает прямого вызова Илу, хотя утверждается, что напряженность в отношениях между ними подразумевается из-за того, что противники Ба’лу обязаны своим положением Илу. Скорее всего, у Ба’лу не было постоянной супруги, хотя утверждается, что он был связан с Анату и Аштарт. Использование имени «Баал» для обозначения бога погоды также засвидетельствовано в финикийских текстах после разрушения Угарита. |
| Илу                     | ‘il                  | Илу был главой угаритского пантеона, и считался богом-творцом, отцом других богов и человечества. Он также был назван царём, mlk богов. Его жилище описывается как «исток рек, посреди слияния двух океанов». Илу появляется в хурритских списках жертвоприношений из Угарита. Он продолжал почитаться в первом тысячелетии до н. э. и упоминается во многих других источниках, например, в финикийской надписи Азативада (Двуязычная надпись Каратеппе) и в арамейских текстах из Пальмиры. Однако, он отсутствует в пантеонах Эблы и Аккада третьего тысячелетия до нашей эры. Аккадский аналог его имени — ilu, имеет то же значение, «бог», но не обозначает конкретное божество. В Эбле слово «il» использовалось в теофорных именах как обозначение имен отдельных божеств. Альфонсо Арчи предполагает, что культ Илу развился только во втором тысячелетии до н. э. среди носителей западносемитских языков под влиянием месопотамских и хурритских верований о последовательных поколениях божеств предков. |
| Анату                   | ‘nt                  | Анату была богиней войны, и делила эту область с другими божествами. Её воинственный характер был описан как инверсия гендерной роли женщин в угаритском обществе. Деннис Парди характеризует её как «богиню-сорванца». В мифах она является главным союзником Баала. Считалось, что она обитает на горе Инбубу, inbb, местонахождение которой неизвестно, хотя известны упоминания об «Анату Цафона». Имя Анату часто считается однокоренным арабскому слову ‘anwat, «сила». Уилфред Г. Ламберт вместо этого предположил, что имя происходит от богини Ханат, которой поклонялись ханеи — кочевая группа амореев, известная по текстам из Мари. Она может быть описана как крылатая, и этот признак часто используется для идентификации возможных её изображений. Анату также появляется в списках хурритских жертвоприношений из Угарита, возможно, потому, что у неё не было близкого аналога среди хурритских божеств. |
| Аштарт                  | ‘ṯtrt                | Аштарт была западным аналогом месопотамской Иштар. Самые ранние свидетельства об этой богине относятся к третьему тысячелетию до н. э., когда ей поклонялись в Эбле под именем Ашдар. В некоторых городах, например, в Мари, который обозначен как центр её культа в угаритских текстах, имена Аштарт и Иштар могли рассматриваться как взаимозаменяемые. Утверждается, что она отличалась агрессивностью и была тесно связана с охотой. Кроме того, как и Анату, она считалась богиней-воительницей, что считается инверсией гендерной роли женщины в Угарите. Хотя доказательства не совсем убедительны, предполагается, что Аштарт занимала высокую роль в пантеоне Угарита. Она не играет более значительной роли в угаритских мифах о ней. Исключением является текст «Охота богини», в котором она является центральным персонажем. Связь Аштарты с Ба’лу и Анату хорошо засвидетельствована. В двух отрывках она упоминается как «Аштарт — имя Ба’лу», а в тексте за пределами Угарита она упоминается как «лицо Баала». В одном ритуальном тексте Аштарт и Анату фигурируют в записи с биномиальным именем Анат-ва-Аштарт. Считается, что поклонение Аштарт имело определённое значение для царской семьи Угарита, особенно когда речь идет о её ипостаси Аштарт-Сади, «Аштарт Степная». Также часто предполагается, что она была астральным божеством, представляющим вечернюю звезду, но прямых доказательств этому нет ни в одном тексте бронзового века, написанном на каком-либо западно-семитском языке. |
| Атират Элат?            | aṯrt ‘ilt            | Атират, была самой верховной богиней в угаритском пантеоне, и считалась супругой Илу. Было высказано предположение, что она также имеет имя Элат, хотя это также может быть общим словом «богиня». Угаритские тексты — единственный известный источник, содержащий подробную информацию о ней как о мифической фигуре. К ней обращались как к «морская владычица Атират» и «создательнице богов». Никакие её изображения неизвестны, хотя на основании текстовых источников предполагается, что она изображалась как «сидящая пожилая дама в длинном одеянии, благословляющая богов и людей», и известна по крайней мере одна такая фигура угаритской богини. Сведения об Атарат за пределами Угарита скудны. В Месопотамии поклонялись аморейской богине с этимологически близким именем Ашратум, но её характер и положение в пантеоне не были похожи. Другой, возможно, родственной богине поклонялись в Катабане (часть современного Йемена). Библейский термин «Ашера» относится в первую очередь к предмету, но, скорее всего, также функционировал как имя божества. |
| Котару-ва-Хасису Хайяну | kṯr w ḫss hyy        | Котар-ва-Хасис был богом-ремесленником. Его имя можно перевести как «Искусный и Умелый». Его альтернативное имя, Хайяну, которое встречается параллельно с его обычным именем, возможно, происходит от хурритской формы имени бога Эа, и не засвидетельствовано как обычное существительное в угаритских текстах. В мифах его обителями являются Кафтор (Крит) и Мемфис. В Цикле Баала он создает оружие, которое Ба’лу использует в битве с Яму, а позже строит ему дворец. В эпосе об Акхите он является создателем лука одноимённого героя. |
| Котарат                 | kṯrt                 | Котарат были группой из семи богинь, считавшихся божественными акушерками. Их коллективное имя происходит от корня kṯr, «мудрый» или «хитрый», как и имя Котару, и может быть переведено как «искусные». Возможно, что у них были и индивидуальные имена: шесть предложенных имен включают tlḫhw, mlghy, bq’t (возможно, «та, что заставляет открыться (утробу)»), tq’t, prbḫt и dmqt (возможно, «хорошая»), хотя единого мнения на этот счет нет, и было высказано предположение, что некоторые из слов, которые можно интерпретировать таким образом, являются лишь обычными существительными. Первоначально им поклонялись в районе среднего Евфрата и в Мари, о чём свидетельствуют тексты начала второго тысячелетия до нашей эры. Они также засвидетельствованы в текстах из Эмара под именем «Илу Кашарати», Ilû kašārati (DINGIRMEŜ ka-ša-ra-ti). |
| Никкаль (-ва-Иб)        | nkl (w ib)           | Никкаль происходит от месопотамской Нингаль, и появляется в угаритских и хурритских источниках из Угарита. Она считалась одной из главных богинь Угарита, сравнимой по рангу с Шапаш или Анат. Она была женой бога луны Яриха, подобно тому, как её месопотамская предшественница была замужем за Нанной. Никкаль также может именоваться Никкал-ва-Иб, при этом второй элемент часто переводится как «плод». Деннис Парди предполагает, что Иб (Иббу) изначально был отдельным божеством, которое стало отождествляться с Никкаль, но Стив А. Виггинс вместо этого утверждает, что, скорее всего, это название произошло от аналогичного эпитета Нанны. Имя богини засвидетельствовано в пяти теофорных именах из Угарита, некоторые из которых этимологически являются хурритскими. Угарит — единственный сирийский город, в котором во втором тысячелетии до н. э. непосредственно засвидетельствовано поклонение Никкаль, хотя угаритские тексты указывают, что ей также поклонялись в двух городах недалеко от Каркемиша. |
| Решеф Иршаппа           | ršp eršp             | Решеф был богом, связанным с войной, чумой, подземным миром и планетой Марс. Его имя было образовано от корня ršp, и как таковое является однокоренным элементом аморейских личных имен, означающих «пламя». Однако связь между значением имени и природой бога не совсем ясна. Он не играет большой роли в угаритских мифах, но, тем не менее, появляется во многих других типах текстов. Решеф является одним из божеств, наиболее часто упоминаемых в угаритских теофорных именах. Иршаппа, хурритская форма его имени, также засвидетельствован в них. Хурриты считали его богом рынка. В первом тысячелетии до н. э. ему поклонялись финикийцы в Сидоне, а также его культ был введен ими в Китионе на Кипре. |
| Шапаш                   | špš                  | Шапаш была угаритской богиней солнца. Её имя созвучно имени месопотамского бога солнца Шамаша. Её называли «светильником богов», nrt 'ilm. Она фигурирует в шестидесяти шести известных теофорных именах, больше, чем любая другая богиня. Только Илу, Ба’лу, Решеф и хурритский бог Тешуб фигурируют в большем количестве имен. В мифах и заклинаниях она выступает в роли посланницы и вызывает других богов из отдаленных мест. Как продолжение этой роли, она также может быть описана как проводник в подземном мире. Известные тексты характеризуют её как сострадательное божество. Она считалась дочерью Илу и действовала как его посланница. Хотя фигура по имени pḥlt, которая может быть божеством, человеком или лошадью, обращается к ней как к «матери» в заклинании, это, скорее всего, только почетное обращение в данном случае, а не генеалогическое утверждение. В Цикле Баала она сообщает Аттару, что Илу выбрал Яму для царствования, а позже объявляет Муту, что его борьба с Ба’лу бесполезна, поскольку последний заручился поддержкой Илу. В обоих случаях благодаря её авторитету указания, которые она даёт, выполняются беспрекословно. По неопределенной причине этот цикл мифов заканчивается гимном, посвященным ей. |
| Ярих                    | yrḫ                  | Ярих был угаритским богом луны. Его имя означает «луна» и имеет аналоги во многих других семитских языках, таких как аккадское warḫum («месяц»), аморейское Yeraḫ (имя лунного божества, распространенное в теофорных именах) и ивритское yariḫ («луна») и yarḫ («месяц»). Один из угаритских текстов идентифицирует культовый центр Яриха как поселение lrgt, возможно, отождествляемое с Ларугаду, культовым центром Хадабала, известным из эблаитских текстов. Один из известных угаритских мифов описывает обстоятельства брака Яриха с Никкаль. |

## Второстепенные божества
| Имя                | Алфавитное написание | Описание |
| ------------------ | -------------------- | --- |
| Арцай              | arṣy                 | Арцай была одной из богинь, считавшихся дочерями Ба’лу. Предполагается, что её имя означает «земная». К ней обращаются как к «дочери y’bdr», где значение второго слова неизвестно. В списках богов, списках приношений и большинстве отрывков из Цикла Ваала она и её братья и сестры не встречаются вместе. Один из списков богов отождествляет её с Аллатум (Аллани), богиней подземного мира, и было высказано предположение, что её собственный характер был схожим. Однако из-за скудости ссылок точное обоснование этой ассоциации остается неизвестным. |
| Арцу-ва-Шамума     | ‘arṣ w šmm           | Двойное божество Арцу-ва-Шамума («Земля и Небо») появляется только в ритуальных текстах. Упоминание земли перед небом отражает хурритскую традицию. |
| Аттар              | ‘ṯtr                 | Имя Аттара созвучно с именем Аштарт, но они не ассоциировались друг с другом. Он считался богом войны. Также предполагалось, что он отвечает за ирригацию. Его эпитет 'rẓ условно переводится как «ужасный», часто уничижительно, или даже как «тиран», но согласно Айче Рахмуни он может означать «могущественный», без уничижительного подтекста. В цикле о Баале Атират провозглашает Аттара новым царем богов вместо умершего Ба’лу, но он оказывается неспособным править, и в конце концов воскресший бог погоды возвращается на свое прежнее место. |
| Ба’алат Бахатима   | b‘lt bhtm            | Ба’алат Бахатима, «госпожа домов» или, возможно, «госпожа дворца», могла быть богиней, ответственной за территорию, населённую царской семьей. Неясно, была ли она эпитетом другой богини (предлагались Анату и Атират) или самостоятельным божеством. Возможно, она соответствовала месопотамской Белет Экаллим (Нинегаль). Хурритская форма Нинегаль, Пендигалли, также почиталась в Угарите. |
| Гапну и Угару      | gpn w ‘ugr           | Гупну и Угару, которые обычно встречаются вместе как Гупан-ва-Угар, были посланниками Ба’лу. Их имена означают «лоза» и «поле» соответственно. В Цикле Баала они передают послания между одноимённым главным героем и другими божествами, такими как Анату или Муту. |
| Гатару             | gṯr                  | Гатару «могущественный» был богом, связанным с подземным миром. Деннис Парди предлагает, что на основе сравнительного религиоведения можно предположить, что он был связан с растительностью и войной. Его созвучное имя к Анату функционировало, как её эпитет. Ему также поклонялись в Эмаре и Мари, а также в Месопотамии, где он ассоциировался с Лугалиррой. |
| Гурума-ва-Тахамату | grm w thmt           | Гурума-ва-Тахамату, «горы и воды бездны», представляли горы и пресноводные источники, расположенные поблизости от Угарита. В угаритском языке это название имеет грамматическое множественное число. |
| Даган              | dgn                  | Даган был главой пантеона на среднем Евфрате, но он не часто появляется в угаритских литературных текстах. В двенадцати отрывках он напрямую упоминается как отец Ба’лу Хотя Ба’лу также упоминается как сын Илу, Айча Рахмуни предлагает, чтобы эти утверждения не обязательно противоречили друг другу, поскольку возможно, что Илу понимался как создатель всех божеств и, таким образом, их метафорический отец, в то время как Даган считался биологическим отцом Ба’лу. Он относительно хорошо представлен в списках жертвоприношений, но нет никаких признаков того, что он считался главным божеством. В заклинаниях он появляется вместе с Ба’лу. Тексты из Угарита, включая миф «Брак Никкаль и Яриха», связывают его с Туттуле, который уже был центром его культа в Эбле в третьем тысячелетии до нашей эры. |
| Дадмиш Тадмиш      | ddmš                 | Богиня Дадмиш засвидетельствована в угаритских и хурритских ритуальных текстах. Деннис Парди предполагает, что она была божеством врачевания. В списках богов она появляется в непосредственной близости от Решефа, а Манфред Креберник предварительно предполагает, что она была божеством подземного мира и его супругой. Её происхождение остается неясным. Одно из предложений выводит её имя от аккадского слова dādmu, «жилище». Аналог этого термина, Дадмум, использовался амореями для обозначения местности вокруг Алеппо в старовавилонский период и, возможно, позднее в Угарите, о чём свидетельствует термин ddm, который мог обозначать жителя этой местности. Было также высказано предположение, что Дадмиш связана с месопотамской богиней Тадмуштум, которая ассоциировалась с подземным миром и такими божествами, как Нергал, Шубула и Лас. Однако угаритское издание списка богов Вайднера приравнивает её к Шузианне. |
| Дидану             | ddn                  | Дидану появляется в Эпосе о Карату как обожествленный предок одноименного царя. Скорее всего, он также считался божественным предком угаритских царей. |
| Димгай             | dmgy                 | Димгай была второстепенной богиней, считавшейся служанкой Атират. Этимология её имени неясна. В одном отрывке она встречается параллельно с Талиш, служанкой Яриха, и иногда предполагается, что они были одним божеством с биномиальным именем (dmg w tlš, Димгай-ва-Талиш). |
| Зиззу-ва-Камату    | ẓẓ w kmṯ             | Зиззу-ва-Камату встречается только в паре. Значение имени Зиззу и характер этого божества неизвестны. Имя Камату является созвучным имени бога Кемоша, которому поклонялись в Моаве в первом тысячелетии до н. э., и согласно Уилфреду Г. Ламберту, неясно, соответствует ли он богу Камишу, известному из эблаитских текстов, и Каммушу, имени Нергала, известному из месопотамских списков богов. |
| Илиб               | ‘il‘ib               | Илиб появляется перед Илу, Даганом и Ба’лу в угаритских списках приношений. Неясно, следует ли интерпретировать его как божественного предка, «бога-отца», или как божественное представление концепции бога рода. Хурритские списки приношений из Угарита свидетельствуют о существовании хурритского перевода имени этого божества, как eni ettanni, «бога-отец», который был «родоначальником богов». |
| Илиш               | ‘ilš                 | Илиш был второстепенным богом, считавшимся «вестником дома Ба’лу». Считалось, что у него было несколько жён, называемых «богинями-вестницами» (ngrt 'ilht). Этимология его имени неизвестна, а его вокализация остается неопределенной из-за того, что она опирается только на похожее аккадское личное уменьшительное имя, которое может быть этимологически не связанным. |
| Киннару            | knr                  | Киннару был обожествлением лиры. Его имя было идентично обычному слову, обозначающему этот инструмент. |
| Кодеш-ва-Амрур     | qdš w amrr           | Кодеш-ва-Амрур был второстепенным божеством, считавшимся посланником Атират, о чём свидетельствует Цикл Баала. К нему также обращаются как к её рыбаку, возможно, ссылаясь на её хорошо известную связь с морем. Термины, обозначающие рыбаков, также встречаются в качестве эпитетов месопотамских божеств. Кроме того, некоторые храмы в этой области нанимали рыбаков, чтобы те поставляли им рыбу, которую можно было предложить богам. |
| Кудшу              | qdš                  | В науке нет согласия относительно того, представляет ли qdš («святая») богиню, аналогичную египесткой Кетеш, или же это слово следует считать просто эпитетом. Представление о том, что этот термин относится к «священной проститутке», считается отвергнутым. Прямых упоминаний о богине по имени Qdš в угаритских текстах нет, и существование этой богини предполагается только на основании отдельного иконографического типа. Упоминание «Кудшу» особенно часто встречается на металлических подвесках из Угарита. Как эпитет, Qdš используется для описания бога Илу в трёх известных отрывках. |
| Маддара            | mḏr                  | Маддара засвидетельствован в списках жертвоприношений, но природа и происхождение этого божества неизвестны. На основании слогового написания имени, dma-za-ra, была предварительно предложена связь с хурритским словом maziri, «помощь», хотя сходство может быть случайным. |
| Мешару             | mšr                  | Мешару («правильность»" или «прямота») засвидетельствован в одном тексте вместе с Сидку. Предполагается, что он был божественным судьей. |
| Милку              | mlk                  | Милку был богом, связанным с подземным миром и, возможно, считался его правителем. Его имя является однокоренным слову malku, «царь». Также засвидетельствована хурритская форма Милкунни. К нему могли обращаться как к «вечному царю» (mlk 'lm). Эпитеты, содержащие слово «царь», не обязательно указывают на то, что божество считалось высокопоставленным. |
| Муту               | mt                   | Муту был богом или олицетворением смерти. Он не встречается в ритуальных текстах, только в мифах. Его также сравнивали с Намтаром. В то же время мифическая роль Мота как противника Ба’лу (и Анату) уникальна для угаритской мифологии и не имеет аналогов в традициях о других богах погоды Древнего Ближнего Востока, например, таких как Тешуб. |
| Пидар              | pdr                  | Пидар был богом, связанным с Ба’лу. Предполагается, что его имя произошло от хурритского слова pedari, «бык». Предложение, которое на момент 2005 года считается менее вероятным, связывает его с идентичным угаритским словом pdr, «город». Оно также может быть этимологически связано с Пидрай. Он засвидетельствован в теофорных именах, списках приношений и литературных текстах. |
| Пидрай             | pdry                 | Пидрай была одной из богинь, считавшихся дочерями Ба’лу, о чём свидетельствуют Цикл Ваала и Брак Никкаль и Яриха. Она появляется в известных текстах чаще, чем другие богини, относящиеся к этой категории. Значение её имени неизвестно. Было высказано предположение, что оно может означать «жирная» из-за его сходства с редко используемым еврейским словом peder, «почечный жир», но это предложение не является общепринятым. К ней обращались как «дочь света». Хотя иногда предполагается, что её эпитет может намекать на связь с молнией, ни угаритское слово, ни его аккадские, арабские и древнееврейские аналоги не используются для конкретного обозначения этого явления, что делает это предложение неправдоподобным. Также нет прямых доказательств того, что она считалась богиней погоды. Ей поклонялись в царском дворце. Также засвидетельствован праздник, посвящённый ей. Два текста, в которых она упоминается, включают хурритские элементы. Список богов приравнивает её к Хебат, жене хурритского бога погоды Тешуба, но, по мнению Даниеля Швемера, это вряд ли является признаком того, что она считалась женой Ба’лу. Известно только одно упоминание о Пидрай за пределами Угарита: в арамейском папирусе из Египта более позднего периода упоминается «Пидрай Рафии» рядом с «Баалом Цафонским». |
| Посланники Яму     | mlak ym              | В цикле Баала два безымянных божества, которые служат посланниками Яму. К ним также обращаются как к «посольству судьи Нахара» (t’dt ṯpṭ nhr). Единственное упоминание о неизвестном божестве, к которому обращаются как «слуга Яму» или «юноша Яму» (gml ym), также известно из Эпоса о Карату. Манфред Креберник предполагает, что это может быть имя морского чудовища или поэтический способ обозначения волны. |
| Рахмайу            | rḥmy                 | Рахмайу была богиней, связанной с Атират. Предполагается, что её имя происходит от слова raḥmu, «чрево». Хотя в прошлом высказывалось предположение, что она была не отдельной богиней, а побочным именем Атират или эпитетом Анату, ни одно из этих предположений не находит поддержки в известных угаритских текстах. |
| Самаль             | ṣml                  | Предполагается, что Самаль была второстепенной богиней с птицеподобной формой. Этимология её имени неизвестна, и Айча Рахмуни отмечает, что большинство предложений неправдоподобны и «имеют безошибочный оттенок безрассудства». В одном отрывке к ней обращаются как к «матери хищников», 'um nšrm, где nšrm — общее слово для обозначения хищной птицы. |
| Сидку              | ṣdq                  | Сидку («праведность») засвидетельствован только в одном тексте, в котором он появляется вместе с Мешару. |
| Талай              | ṭly                  | Имя Талай можно перевести как «роса», и, возможно, она была погодным божеством скорее всего, связанным с росой и лёгким дождём. К ней обращались как к «дочери мороси». В отрывке из Цикла Баала она перечислена среди дочерей Ба’лу вместе с Арцай и Пидрай. Однако в других местах они не встречаются вместе, хотя Талай и Пидрай засвидетельствованы как пара в нескольких отрывках из одного и того же произведения. Было выявлено только одно возможное упоминание Талай вне Цикла Баала. |
| Талиш              | tlš                  | Талиш была богиней, считавшейся служанкой Яриха. Однако бог луны не появляется в сохранившихся частях текста, где к ней обращаются как к таковой. Было предложено несколько этимологий её имени, включая производные от глагола, означающего «месить», и от слова, возможно означающего «опоздание» или «задержка». Возможно также, что оно не происходило ни из одного семитского языка, поскольку похожее личное имя, Tu-li-ša, известно из аккадских текстов не только Угарита, но и Нузи. В одном отрывке она встречается параллельно с Димгай, служанкой Атират, и иногда предполагается, что они были одним и тем же божеством, имя которого в действительности было биномиальным (dmg w tlš, Димгай-ва-Талиш). |
| Тирату             | trṯ                  | Тирату, «молодое вино», был богом вина. Имя месопотамской богини Сираш является аккадским аналогом угаритского trṯ, но она ассоциировалась с пивом, а не с вином. Другое божество с этимологически родственным именем, dzi-la-šu, засвидетельствовано в списке подношений из Эблы, но, по мнению Манфреда Креберника, его следует считать аналогичным месопотамской богине. Другим однокоренным именем является обычное еврейское существительное tīrōš. |
| Тукамуна-ва-Шунама | ṯkmn w šnm           | Тукамуна и Шунама — два бога, которые были сыновьями Илу и Атират, возможно, считавшиеся младшими среди их детей. В мифе, сохранившемся на табличке KTU 1.114, они вдвоём помогают Илу вернуться домой после того, как он напился во время пира. Они также упоминаются в списках жертвоприношений. Было высказано предположение, что они были связаны с касситскими божествами Шукамуной и Шумалией, причём последняя пара, возможно, происходила от богов с лингвистически семитскими, а не касситскими именами, но это предложение остаётся спекулятивным. |
| Уфату              | ‘uṯḫt                | Уфату бал обожествлением ритуальной курильницы. |
| Харкуб             | hrgb                 | Предполагается, что Харгуб был второстепенным богом, чья форма считалась птицеподобной. Значение его имени неизвестно, хотя предполагается, что оно произошло от названия вида крупной птицы. В одном отрывке к нему обращаются как к «отцу хищников», 'ab nšrm, nšrm — общее слово для хищной птицы. Похожий эпитет, «повелитель орлов» (эблаитский: BE Ámušen Ámušen), известен из текстов Эблы, где он относится к Адарвану, рассматриваемому либо как божество, либо как «нумен» бога Аммарика. |
| Хилелу?            | hll                  | Hll был отцом Котарат. Вокализация его имени точно не установлена, хотя было предложено имя Хилелу на основании присутствия божества с таким именем в пантеоне Эмара. Происхождение последнего неизвестно. Была предложена связь с арабским словом hilālun, «полумесяц», и на этом основании его часто считают астральным божеством, возможно, божественным представлением лунного полумесяца. Альтернативное предложение связывает Hll с месопотамским Энлилем. Его эпитет b’l gml обычно переводится как «владыка полумесяца» или «владыка серпа», но Айча Рахмуни предлагает «обладатель посоха гамлу». Она отмечает, что хотя gml/gamlu хорошо засвидетельствован как божественный атрибут, скорее всего, это был изогнутый посох, а не серп или серповидный меч. |
| Хирихиби           | ḫrḫb                 | Хирихиби засвидетельствован только в мифе «Брак Никкаль и Яриха». Скорее всего, он был божеством хурритского происхождения. Для его имени был предложен перевод «он с горы Ḫiriḫ(i)». Широко принятая вокализация придает имени хурритский суффикс -bi, засвидетельствованный в именах таких хурритских божеств, как Кумарби и Набарби. Он считался божественным брачным посредником. К нему также обращаются как к «царю лета» или «божественному покровителю лета» (mlk qẓ). Возможно, он был отцом Никкаль, хотя имеющиеся свидетельства в пользу этого мнения косвенные. |
| Хорон              | ḥrn                  | Хорон был богом, связанным с магией и экзорцизмом. В основном о нём известно из заклинаний. Утверждается, что он был связан с подземным миром. Однако, по мнению Манфреда Креберника, прямых доказательств в пользу этого мнения нет. В «Эпосе о Карату» на него ссылается одноимённый царь в проклятии. |
| Шаггар (-ва-Итум)  | šgr (w ‘iṯm)         | Шаггар был божественным представителем Синджарских гор и, вероятно, также лунным божеством. Ему уже поклонялись в Эбле в третьем тысячелетии до нашей эры. Он также входил в пантеоны Мари, Курда, Телль Лейлана и Эмара.В Угарите он был в паре с божеством 'Iṯum, и в списке жертвоприношений они фигурируют вместе как Šaggar-wa-'Iṯum. Скорее всего, они обычно рассматривались как отдельные божества и появляются в паре только из-за общей функции. Было высказано предположение, что они отвечали за «смешанные стада овец и коз». Также было высказано предположение, что 'Iṯum соответствует месопотамскому Ишуму. |
| Шалим              | šlm                  | Имя Шалима означает «закат». Он засвидетельствован самостоятельно в списках приношений, но Шахар появляется только как часть биномиального имени Шахар-ва-Шалим. Шалим, скорее всего, считался младшим сыном Илу, но не был сыном Атират. |
| Шамну              | šmn                  | Имя божества Шамну идентично слову, обозначающему масло, скорее всего, оливковое. |
| Шаррашия           | ṯrṯy                 | Бог Шарашия засвидетельствован только в списках жертвоприношений, где он следует за Ба’лу Цафонским и Ба’лу Алеппо. Даниель Швемер предполагает, что его имя произошло от хурритского слова šarašše-, «царственность», и что он был божественным олицетворением этого понятия. Термин šaraššiya, «за царство», хорошо засвидетельствован как описание жертвоприношений в хурро-хеттских текстах. |
| Шатикаату          | š'tqt                | Шатикаату была мифической женщиной-экзорцистом и целительницей, которую в современной науке чаще всего определяют как богиню. Однако она отсутствует в известных списках жертвоприношений и списках богов. На этом основании в качестве альтернативы наиболее распространенной интерпретации было предложено, что она могла быть апкаллу-подобной фигурой или даже человеком. Она появляется в Эпосе о Карату, где она исцеляет одноимённого правителя, изгоняя из него болезнь (или демона) с помощью посоха. Она описывается как творение Илу, и её имя происходит от корня 'tq, «проходить» или «двигаться». |
| Шахар              | šḥr                  | Имя Шахара означает «рассвет». Он не встречается в угаритских текстах самостоятельно, только вместе с Шалимом. |
| Шумукан?           | ṯmq                  | Бог ṯmq встречается в теофорных именах и в литературных отрывках, где он упоминается как «воин Ба’лу», mhr b’l и «воин Анату», mhr 'nt. Было предложено отождествить его с месопотамским богом Шумуканом, который был связан с дикими животными, но также мог упоминаться как «воин», qarrādu. |
| Яму Нахар          | ym nhr               | Яму был богом моря. К нему также могли обращаться как Нахар, «река». Предполагается, что это имя первоначально относилось к отдельному божеству, возможно, связанному с речными ордалиями, как месопотамский Идлуругу. Хотя ему активно поклонялись, его ранг в пантеоне был невысок. Тем не менее, он присутствует в теофорных именах из Угарита. Неугаритские свидетельства о Яму происходят из Эмара, где он появляется как одно из божеств, прославляемых на местном празднике зукру, и в литературных текстах Египта. Ни в одном из поздних финикийских текстов нет прямого упоминания о Яму, хотя было высказано предположение, что ему может соответствовать Понт, известный по трудам Филона Библского. |
| Япарудмай          | ybrdmy               | В мифе «Брак Никкаль и Яриха» Япарудмай упоминается наряду с Пидрай как одна из богинь, на которой Ярих мог жениться вместо Никкаль. В других угаритских текстах она не засвидетельствована. Было высказано предположение, что она была сестрой Аттара. Стив А. Виггинс предлагает считать ёе его дочерью. Уилфред Г. Э. Уотсон интерпретирует её как дочь Ба’лу. Габриэль Теуер отмечает, что не исключено, что она была не отдельной богиней, а скорее эпитетом Пидрай. |
| dSu-ra-su-gu-WA    | Отсутствует          | Божество dSu-ra-su-gu-WA (чтение последнего знака неясно) известно только по одному списку подношений, написанному слоговой клинописью. Имя может иметь хурритское происхождение. |

## Хурритские божества
| Имя                | Алфавитное написание | Описание |
| ------------------ | -------------------- | --- |
| Адамма             | adm                  | Адамма первоначально была супругой Решефа в эблаитском пантеоне, но после падения Эблы она была включена в хурритскую религию. Она была связана с Кубабой, с которой появляется вместе в хурритском списке подношений из Угарита. |
| Аллани             | aln                  | Аллани была хурритской богиней, считавшейся царицей подземного мира. Она засвидетельствована в хурритских списках приношений из Угарита, где она фигурирует вместе с Ишара. |
| Аштаби Аттапар?    | aštb tṭpr/'tṭpl      | Аштаби первоначально поклонялись в Эбле и других близлежащих поселениях в третьем тысячелетии до нашей эры. Его первоначальный характер неизвестен, но в более поздних хурритских источниках он рассматривался как бог-воин. Хотя в Угарите он появляется в хурритских списках жертвоприношений, возможно, что он не принадлежал исключительно к хурритской среде в этом городе. Альфонсо Арчи дополнительно предполагает, что бог Аттапар или Аттапал, составлявший пару с Аттаром, был тем же божеством, что и Аштаби, но Деннис Парди считает его отдельной формой самого Аттара. |
| Дакиту             | dqt                  | Дакиту, также известная как Такиту, была второстепенной хурритской богиней, считавшейся помощницей Хебат. На основании угаритского написания её имени, dqt, было выдвинуто предположение, что оно произошло от корня dqq, «маленький», присутствующего в семитских языках. Она засвидетельствована в хурритских списках приношений из Угарита, где она следует за Хебат. |
| Ишара              | ‘ušḫr(y)             | Ишара была сирийской богиней, которой поклонялись в Эбле в третьем тысячелетии до нашей эры. Позже она была включена в хурритский пантеон, и также была связана с подземным миром и гаданиями. В Угарите она появляется в угаритских и хурритских текстах. В одном из них упоминается царь, приносящий жертву 'ušḫr-ḫlmẓ, где ḫlmẓ часто понимается как её эпитет, означающий «змея» или «ящерица». Она также появляется в связи с Аштарт. |
| Киаше              | kyḏ                  | Киаше был хурритским богом, олицетворявшим море. Он фигурирует в хурритских списках приношений из Угарита. Было отмечено, что представление о море в угаритской религии, хотя и не похоже на месопотамские традиции, сходно с тем, что известно из хурритских источников. |
| Кубаба             | kbb                  | Кубаба была богиней неизвестного происхождения, впервые засвидетельствованной в источниках, относящихся к Каркемишу начала второго тысячелетия до нашей эры. В Угарите она появляется в хурритских списках приношений и в двух теофорных именах. |
| Кумарби            | kmrb                 | Кумарби был хурритским «отцом богов». Он появляется в хурритских списках подношений из Угарита. Было отмечено, что хотя в списках богов он и Илу рассматриваются как аналоги друг друга, они получали подношения отдельно. |
| Кушух              | kzg                  | Кушух был хурритским богом луны. В хурритских текстах из Угарита к нему обращаются как к «царю (прорицательных) решений». В одном из списков жертвоприношений он фигурирует вместе с Никкаль и Ярихом. |
| Нинатта и Куллита  | nnt klt              | Нинатта и Кулитта были служанками Шаушки. Обе они засвидетельствованы в хурритских списках приношений из Угарита. |
| Нупатик            | nbdg                 | Нупатик был широко почитаемым хурритским богом, но его функции остаются неясными. Скорее всего, он появляется как психопомп в одном из хурритских текстов из Угарита. Он также засвидетельствован в списках приношений и в одном теофорном имени. |
| Пендигалли         | pdgl                 | Пендигалли (Пентикалли), скорее всего, была хурритской формой месопотамской Белет Экаллим (Нинегаль). Она засвидетельствована в Угарите хурритским теофорным именем annpdgl, возможно, Аннани-Пендигалли. |
| Пиникир            | prgl (спорно)        | Пиникир была астральной богиней эламского происхождения, которая была включена в хурритский пантеон на западе. Гари Бекман предполагает, что она появляется в одном тексте из Угарита, где её имя написано как prgl, но Пётр Тарача считает это свидетельство неопределённым. |
| Пишаишафи          | pḏḏpḫ                | Пишаишафи был богом, представлявшим гору Пишайша, скорее всего, расположенную недалеко от побережья Средиземного моря. Он засвидетельствован в хурритских списках подношений из Угарита. |
| Тешуб              | tṯb                  | Тешуб был богом погоды, а также главой хурритского пантеона. В Угарите ему поклонялись как «Тешуб», tṯb и «Тешуб Халаба», tṯb ḫlbġ. Он фигурирует в семидесяти теофорных именах, известных из угаритских текстах, хотя семь из них принадлежат людям из других городов. |
| Хебат              | ḫbt                  | Хебат была женой Тешуба, главы хурритского пантеона. Она фигурирует в хурритских списках жертвоприношений из Угарита и в 15 теофорных именах, известных из угаритских текстов, хотя одно из них не принадлежало жителю города. |
| Хутена и Хеталлура | ḫdn ḫdlr             | Хутена и Хутеллура были хурритскими богинями судьбы и божественными повитухами. Они могли появляться как вместе, так и по отдельности, и также засвидетельствованы в хурритских списках подношений из Угарита. |
| Шаррума            | ṯrm                  | Шаррума был богом, который, скорее всего, происходил из царства Киццуватна. Он довольно часто встречается в угаритских теофорных именах: их известно до двадцати восьми, хотя три из них принадлежали людям из других городов. В одном тексте из Угарита он упоминается как sukkallu (посланник или сопровождающее божество) Кумарби. Однако в других местах он ассоциируется в основном с Хебатом и Тешубом. |
| Шавушка            | ṯuṯk                 | Шавушка была хурритской богиней любви и войны, считавшейся похожей на месопотамскую Иштар. В Угарите она ассоциировалась с Аштарт, и они появляются вместе в одном ритуальном тексте. Богиня «Аштарт ḫr», которую можно интерпретировать как «Аштарт из Хурри», также может соответствовать Шавушке. |
| Шимиге             | ṯmg                  | Шимиге был хурритским богом солнца. Он фигурирует в девяти теофорных именах, известных из угаритских текстов, и в хурритских списках жертвоприношений. |
| Шувала             | ṯwl                  | Шувала была хурритской богиней, связанной с подземным миром. Она упоминается в одном тексте из Угарита вместе с Нупатиком и Кумарби. Ей также поклонялись в близлежащем Эмаре вместе с Угур. |
| Эа                 | iy                   | Бог Эа, происходящий из Месопотамии, хорошо засвидетельствован в угаритских теофорных именах. По мнению Денниса Парди, Эа в Угарите следует понимать как хурритскую форму этого божества. |
| Эбримуша           | ebrmž                | Эбримуша был богом, принадлежавшим к свите Хебат. Его имя можно перевести как «повелитель справедливости». |

## Демоны
| Имя               | Алфавитное написание | Описание |
| ----------------- | -------------------- | --- |
| Арш               | ‘arš                 | Арш был морским чудовищем. Предполагается, что он был среди союзников Яму. |
| Атик              | ‘tk                  | Атик был чудовищем, которого называли «телёнок Илу» или, возможно, «божественный телёнок». |
| Дабибу            | ḏbb                  | Дабибу, «искра» или «пламя», была женским демоническим существом, описанным как дочь Илу. Она перечислена в списке побежденных врагов Анату. Было отмечено, что упоминание демона как дочери главного божества имеет параллель с эпитетом Мота «сын Илу» и месопотамской традицией упоминания Ламашту как дочери Ану, mārat Anim. |
| Илатама Ханиктама | ‘iltm ḫnqtm          | Илатама Ханиктама, «две богини-душительницы», были фигурами неопредёленной природы, возможно, считавшимися ответственными за смерть во младенчестве. Несмотря на их природу, они появляются в списках подношений. |
| Ишату             | 'išt                 | Имя Ишату означает «огонь». Она, вероятно, считалась собачьим демоническим существом. Поскольку к ней обращаются как к «собаке Илу» или «суке Илу», и предполагается, что она представляла аналогичную концепцию, как и собаки Мардука, упомянутые в месопотамском списке богов Ан = Анум. Также были предложены связи с эблаитским божеством dì-sa-tù, обожествлением огня, и с месопотамским демоном Ламашту, чей внешний вид можно описать как собакоподобный. |
| Лотан             | ltn                  | Лотан был мифическим змеем, связанным с Яму. Он был описан как семиглавый. Семиглавые мифические змеи известны и в месопотамских текстах. |
| Хабаю             | ḥby                  | Хабаю — фигура, известная из мифа об Илу (KTU 1.114), и описанная в нём как «повелитель рогов и хвоста», b’l qrnm wḏnb. Он, очевидно, обмазывает Илу экскрементами, когда тот находится в состоянии опьянения. Принято считать, что он был демоническим существом. Однако Марк Смит предположил, что он может быть формой Решефа, а Скотт Б. Ногель пытается интерпретировать имя как эпитет Илу, поскольку, по его мнению, демон, связанный с опьянением, не имел бы аналогов на Древнем Ближнем Востоке. Кроме того, он предполагает, что имя произошло от корня ḥbb, который считается ономатопеей, обозначающей субтон. |

### На других языках
Книги
- Beaulieu, Paul-Alain. The pantheon of Uruk during the neo-Babylonian period (англ.). — Leiden, Boston: Brill, 2003. — 424 p. — ISBN 978-90-04-13024-1.
- Bordreuil, Pierre; Pardee, Dennis. A Manual of Ugaritic (англ.). — Penn State University Press, 2009. — 368 p. — ISBN 978-1-57506-652-3.
- Cho, Sang Youl. Lesser Deities in the Ugaritic Texts and the Hebrew Bible (англ.). — Gorgias Press, 2013. — 382 p. — ISBN 978-1-4632-1437-1.
- Cornelius, Izak. The Many Faces of the Goddess: The Iconography of the Syro-Palestinian Goddesses Anat, Astarte, Qedeshet, and Asherah c. 1500-1000 BCE (англ.). — Fribourg, Göttingen: Academic Press Fribourg, Vandenhoeck & Ruprecht, 2008. — 216 p. — (Orbis Biblicus et Orientalis, vol. 204). — ISBN 3-7278-1485-3.
- del Olmo Lete, Gregorio. The Offering Lists and the God Lists // Handbook of Ugaritic Studies (англ.) / eds. Watson, Wilfred G. E.; Wyatt, Nicolas. — Brill, 1999. — P. 309—358. — ISBN 978-90-04-10988-9.
- Feliu, Lluís. The God Dagan in Bronze Age Syria (англ.). — Boston: Brill, 2003. — 356 p. — (Culture and History of the Ancient Near East, vol. 19). — ISBN 90-04-49631-9.
- Haas, Volkert. Geschichte der hethitischen Religion (нем.). — Leiden, New York, Koln: Brill, 2015. — 1116 S. — (Handbook of Oriental Studies. Section 1: The Near and Middle East). — ISBN 978-90-04-29394-6.
- Krebernik, Manfred. Jenseitsvorstellungen in Ugarit // Jenseitsvorstellungen im Orient (нем.) / eds. Bukovec, Predrag; Kolkmann-Klamt, Barbara. — Kovač, 2013. — S. 183—217. — ISBN 978-3-8300-6940-9.
- Pardee, Dennis. Ritual and cult at Ugarit. Atlanta: Society of Biblical Literature (англ.). — Brill, 2002. — 299 p. — ISBN 978-90-04-12657-2.
- Rahmouni, Aicha. Divine epithets in the Ugaritic alphabetic texts (англ.) / translated by J. N. Ford. — Leiden, Boston: Brill, 2008. — 448 p. — ISBN 978-90-474-2300-3.
- Schwemer, Daniel. Die Wettergottgestalten Mesopotamiens und Nordsyriens im Zeitalter der Keilschriftkulturen: Materialien und Studien nach den schriftlichen Quellen (нем.). — Wiesbaden: Harrassowitz, 2001. — 1024 S. — ISBN 978-3-447-04456-1.
- Smith, Mark. ’Athtart in Late Bronze Age Syrian Texts // Transformation of a goddess: Ishtar-Astarte-Aphrodite (англ.). — Fribourg, Göttingen: Academic Press Fribourg, Vandenhoeck & Ruprecht, 2014. — 228 p. — ISBN 978-3-7278-1748-9.
- Theuer, Gabriele. Der Mondgott in den Religionen Syrien-Palästinas: Unter besonderer Berücksichtigung von KTU 1.24 (нем.). — Freiburg: Universitätsverlag, 2000. — 657 p. — (Orbis Biblicus et Orientalis, vol. 173). — ISBN 3-7278-1274-5.
- Tugendhaft, Aaron. Gods on clay // Canonical Texts and Scholarly Practices. A Global Comparative Approach (англ.). — Cambridge: Cambridge University Press, 2016. — P. 164—182. — ISBN 978-1-316-22672-8.
- van Soldt, Wilfred H. Divinities in Personal Names at Ugarit, Ras Shamra // Etudes ougaritiques IV (англ.) / eds. M. Al-Maqdissi; V. Matoian. — Paris, Leuven; Walpole, MA: Editions recherche sur les civilisations, Peeters, 2016. — 324 p. — (Ras Shamra — Ougarit). — ISBN 978-90-429-3439-9.
- Wiggins, Steve A. Shapsh, Lamp of the Gods // Ugarit, Religion and Culture (англ.) / eds. Gibson, John C. L.; Wyatt, Nicolas; Watson, Wilfred G. E.; Lloyd, J. B. — Münster: Ugarit-Verlag, 1996. — 448 p. — ISBN 3-927120-37-5.
- Wiggins, Steve A. A reassessment of Asherah: with further considerations of the goddess (англ.). — Piscataway, N.J.: Gorgias Press, 2007. — 391 p. — ISBN 978-1-59333-717-9.
- Wyatt, Nicolas. Word of tree and whisper of stone and other papers on Ugaritian thought (англ.). — Piscataway, N.J.: Gorgias Press., 2007. — 230 p. — ISBN 978-1-59333-716-2.

Статьи
- Archi, Alfonso. Il in Personal Names (англ.) // Orientalistische Literaturzeitung : журнал. — de Gruyter, 1996. — 1 February (bd. 91, no. 2). — P. 133—141. — ISSN 2196-6877. — doi:10.1524/olzg.1996.91.2.133.

- Archi, Alfonso. Studies in the Ebla Pantheon II (англ.) // Orientalia : журнал. — Gregorian Biblical Press, 1997. — Vol. 66, no. 4. — P. 414—425. — ISSN 0030-5367. — JSTOR 43078145.
- Archi, Alfonso. The West Hurrian Pantheon and Its Background // Beyond Hatti: a tribute to Gary Beckman (англ.) / eds. Collins, Billie J.; Michalowski, Piotr. — Atlanta: Lockwood Press, 2013. — P. 1—22. — ISBN 978-1-937040-11-6.
- Archi, Alfonso. The Anatolian Fate-Goddesses and their Different Traditions // Diversity and Standardization. Perspectives on Ancient Near Eastern Cultural History (англ.). — De Gruyter, 2013a. — P. 1—27. — ISBN 9783050057576.
- Beckman, Gary. The Goddess Pirinkir and Her Ritual from Ḫattuša (CTH 644) (англ.) // Ktèma: Civilisations de l'Orient, de la Grèce et de Rome antiques : журнал. — Université Marc Bloch de Strasbourg, 1999. — Vol. 24. — Iss. 1. — P. 25—39. — ISSN 0221-5896. — doi:10.3406/ktema.1999.2206.
- Beckman, Gary. The Pantheon of Emar // Silva Anatolica: Anatolian studies presented to Maciej Popko on the occasion of his 65th birthday (англ.). — Agade, 2002. — P. 39—54. — ISBN 9788387111120.
- Behrens, Herman; Klein, Jacob. Ninegalla // Reallexikon der Assyriologie (англ.). — De Gruyter, 2001. — Vol. 9. — S. 342—347. — (Reallexikon der Assyriologie und vorderasiatischen Archäologie). — ISBN 9783110172966.
- Bonechi, Marco. On the Name of the Aleppo Kingdom at Ugarit (англ.) // N.A.B.U. Nouvelles Assyriologiques Brèves et Utilitaires (NABU) : журнал. — 1998. — September (no. 3). — P. 78. — ISSN 0989-5671.
- Fales, Frederick Mario. Saggar // Reallexikon der Assyriologie (англ.). — De Gruyter, 2008. — Vol. 11. — S. 520—522. — (Reallexikon der Assyriologie und vorderasiatischen Archäologie). — ISBN 9783110203837.
- Krebernik, Manfred. Mondgott A. I. In Mesopotamien // Reallexikon der Assyriologie (нем.). — De Gruyter, 1997. — Vol. 8. — S. 360—370. — (Reallexikon der Assyriologie und vorderasiatischen Archäologie). — ISBN 9783110148091.
- Krebernik, Manfred. Nin-kasi und Siraš/Siris // Reallexikon der Assyriologie (нем.). — De Gruyter, 2001. — Vol. 9. — S. 442—445. — (Reallexikon der Assyriologie und vorderasiatischen Archäologie). — ISBN 9783110172966.
- Krebernik, Manfred. Pidar // Reallexikon der Assyriologie (нем.). — De Gruyter, 2005. — Vol. 10. — S. 556. — (Reallexikon der Assyriologie und vorderasiatischen Archäologie). — ISBN 9783110185355.
- Krebernik, Manfred. Pidray(u), Ṭallay(u), Arṣay(u) // Reallexikon der Assyriologie (нем.). — De Gruyter, 2005a. — Vol. 10. — S. 557—558. — (Reallexikon der Assyriologie und vorderasiatischen Archäologie). — ISBN 9783110185355.
- Krebernik, Manfred. Qdš // Reallexikon der Assyriologie (нем.). — De Gruyter, 2008. — Vol. 11. — S. 176. — (Reallexikon der Assyriologie und vorderasiatischen Archäologie). — ISBN 9783110203837.
- Krebernik, Manfred. dSu-ra-su-gu-WA // Reallexikon der Assyriologie (нем.). — De Gruyter, 2013a. — Vol. 13. — S. 327. — (Reallexikon der Assyriologie und vorderasiatischen Archäologie). — ISBN 9783110307153.
- Krebernik, Manfred. Tadmuštum // Reallexikon der Assyriologie (нем.). — De Gruyter, 2013b. — Vol. 13. — S. 398. — (Reallexikon der Assyriologie und vorderasiatischen Archäologie). — ISBN 9783110307153.
- Lambert, Wilfred G. Kammuš // Reallexikon der Assyriologie (англ.). — De Gruyter, 1980. — Vol. 5. — S. 335. — (Reallexikon der Assyriologie und vorderasiatischen Archäologie). — ISBN 9783110071924.
- Lewis, Theodore J. The Identity and Function of Ugaritic Shaʿtiqatu: A Divinely Made Apotropaic Figure (англ.) // Journal of Ancient Near Eastern Religions : журнал. — Brill, 2014. — Vol. 14, no. 1. — P. 1—28. — ISSN 1569-2116. — doi:10.1163/15692124-12341255.
- Niehr, Herbert. Yammu // Reallexikon der Assyriologie (англ.). — De Gruyter, 2016. — Vol. 15. — S. 142—144. — (Reallexikon der Assyriologie und vorderasiatischen Archäologie). — ISBN 9783110462180.
- Noegel, Scott B. He of Two Horns and a Tail // Ugarit-forschungen (англ.). — Winona Lake: Eisenbrauns, 2007. — Bd. 38. — P. 537—542. — ISBN 978-3-934628-97-7.
- Otten, Heinrich. Ibrimuša // Reallexikon der Assyriologie (англ.). — De Gruyter, 1980. — Vol. 5. — S. 23. — (Reallexikon der Assyriologie und vorderasiatischen Archäologie). — ISBN 9783110071924.
- Pardee, Dennis. Ugaritic Proper Nouns (англ.) // Archiv für Orientforschung : журнал. — Archiv für Orientforschung (AfO)/Institut für Orientalistik, 1989. — Bd. 36/37. — P. 390—513. — ISSN 0066-6440. — JSTOR 41661762.
- Pardee, Dennis. Animal sacrifice at Ugarit (англ.) // Topoi. Orient-Occident : журнал. — Année, 2000. — No. 2. — P. 321—331.
- Rutz, Matthew. Archaizing Scripts in Emar and the Diviner Šaggar-abu // Ugarit-forschungen (англ.). — Winona Lake: Eisenbrauns, 2007. — Bd. 38. — P. 593—616. — ISBN 978-3-934628-97-7.
- Schwemer, Daniel. The Storm-Gods of the Ancient Near East: Summary, Synthesis, Recent Studies: Part II (англ.) // Journal of Ancient Near Eastern Religions : журнал. — 2008. — Vol. 8, no. 1. — P. 1—44. — ISSN 1569-2116. — doi:10.1163/156921208786182428.
- Seidl, Ursula; Krebernik, Manfred. Šuqamuna und Šu/imalija // Reallexikon der Assyriologie (нем.). — De Gruyter, 2013. — Vol. 13. — S. 323—325. — (Reallexikon der Assyriologie und vorderasiatischen Archäologie). — ISBN 9783110307153.
- Streck, Michael P. Rašap A. In den schriftlichen Quellen // Reallexikon der Assyriologie (нем.). — De Gruyter, 2008. — Vol. 11. — S. 251—253. — (Reallexikon der Assyriologie und vorderasiatischen Archäologie). — ISBN 9783110203837.
- Taracha, Piotr. Pirengir // Reallexikon der Assyriologie (нем.). — De Gruyter, 2005. — Vol. 10. — S. 570—571. — (Reallexikon der Assyriologie und vorderasiatischen Archäologie). — ISBN 9783110185355.
- Trémouille, Marie-Claude. Pendigalli // Reallexikon der Assyriologie (фр.). — De Gruyter, 2005. — Vol. 10. — S. 386. — (Reallexikon der Assyriologie und vorderasiatischen Archäologie). — ISBN 9783110185355.
- Trémouille, Marie-Claude. Šarrum(m)a // Reallexikon der Assyriologie (фр.). — De Gruyter, 2011. — Vol. 11. — S. 80—83. — (Reallexikon der Assyriologie und vorderasiatischen Archäologie). — ISBN 9783110203783.
- Trémouille, Marie-Claude. Šuwala // Reallexikon der Assyriologie (фр.). — De Gruyter, 2013. — Vol. 13. — S. 374. — (Reallexikon der Assyriologie und vorderasiatischen Archäologie). — ISBN 9783110307153.
- Tugendhaft, Aaron. On ym and dA.AB.BA at Ugarit // Ugarit-forschungen (англ.). — Münster: Ugarit Verlag, 2011. — Bd. 42. — P. 697—712. — ISBN 978-3-86835-053-1.
- Válek, František. Foreigners and Religion at Ugarit (англ.) // Studia Orientalia Electronica : журнал. — 2021. — 13 December (vol. 9, no. 2). — P. 47—46. — doi:10.23993/store.88230.
- Vita, Juan-Pablo. Two Hurrian Loanwords in Ugaritic Texts (англ.) // Altorientalische Forschungen : журнал. — De Gruyter, 2007. — Vol. 34. — Iss. 2. — P. 181—184. — doi:10.1524/aofo.2007.0001.
- Watson, Wilfred G. E. Goddesses in Ugarit (англ.) // Studi Epigrafici e Linguistici sul Vicino Oriente Antico : журнал. — 1993. — Vol. 10. — P. 47—59. — ISSN 2239-5393.
- Weippert, Manfred. dNIN.GAL/Nikkal A. III. In Ägypten und Syrien // Reallexikon der Assyriologie (нем.). — De Gruyter, 2001. — Vol. 9. — S. 357—359. — (Reallexikon der Assyriologie und vorderasiatischen Archäologie). — ISBN 9783110172966.
- Wiggins, Steve A. What's in a name? Yarih at Ugarit // Ugarit-forschungen (англ.). — Münster: Ugarit Verlag, 1998. — Bd. 30. — P. 761—780. — ISBN 3-927120-74-X.
- Wiggins, Steve A. Pidray, Tallay and Arsay in the Baal Cycle (англ.) // Journal of Northwest Semitic Languages : журнал. — Brill, 2003. — Vol. 29, no. 2. — P. 83—101.
- Wilhelm, Gernot. Takitu // Reallexikon der Assyriologie (англ.). — De Gruyter, 2013. — Vol. 13. — S. 417—418. — (Reallexikon der Assyriologie und vorderasiatischen Archäologie). — ISBN 9783110307153.